# Лич
Лич је насељено место у саставу општине Фужине у Приморско-горанској жупанији, Република Хрватска.

## Историја
До територијалне реорганизације у Хрватској налазио се у саставу старе општине Делнице.

## Становништво
На попису становништва 2011. године, Лич је имао 504 становника.

## Попис 1991.
На попису становништва 1991. године, насељено место Лич је имало 470 становника, следећег националног састава:
| Попис 1991.‍  | Попис 1991.‍  | Попис 1991.‍ | Попис 1991.‍ | Попис 1991.‍ |
| ------------ | ------------ | ----------- | ----------- | ----------- |
|              |              |             |             |             |
| Хрвати       | Хрвати       |             | 439         | 93,40%      |
| Срби         | Срби         |             | 8           | 1,70%       |
| Југословени  | Југословени  |             | 6           | 1,27%       |
| Муслимани    | Муслимани    |             | 4           | 0,85%       |
| Словенци     | Словенци     |             | 1           | 0,21%       |
| неопредељени | неопредељени |             | 8           | 1,70%       |
| непознато    | непознато    |             | 4           | 0,85%       |
| укупно: 470  |              |             |             |             |